# George Howard (4e comte de Suffolk)
Pour les articles homonymes, voir George Howard et Howard.
George Howard, 4e comte de Suffolk (v. 17 juillet 1625 - 21 avril 1691) est un pair anglais .

## Biographie
Il est le fils de Theophilus Howard (2e comte de Suffolk), et est titré Hon. George Howard de 1640 à 1688.
En 1646, il est nommé capitaine de l'armée néerlandaise. En 1647, il devient maître du cheval auprès du duc d'York et gentilhomme de la chambre à coucher en 1648. En janvier 1688, il succède à son frère, James Howard (3e comte de Suffolk) en tant que comte de Suffolk. Il meurt en 1691 sans descendance masculine et son frère Henry Howard (5e comte de Suffolk) lui succède. Sa fille Elizabeth épouse Percy Kirke et sa fille Anne épouse William Jephson.